# Israel's Son
"Israel's Son" é uma canção da banda de rock australiana Silverchair, lançada em 1995. Foi o terceiro single lançado de seu álbum de estreia Frogstomp, que foi lançado no início do mesmo ano. Também foi lançada no Best of Volume 1, e utilizada na trilha sonora da versão ocidental de Street Fighter II: The Animated Movie.
É a única música do Frogstomp que a banda ainda tocava ao vivo antes do hiato. A canção foi tirada meio passo para baixo, provavelmente para compensar mudanças vocais de Daniel Johns.

## Desempenho nas paradas musicais
| Parada (1995)                         | Posição |
| ------------------------------------- | ------- |
| Australian Singles Chart              | 11      |
| New Zealand Singles Chart             | 12      |
| U.S. Billboard Mainstream Rock Tracks | 39      |